# Winscombe (Nouvelle-Zélande)
Winscombe est une localité très faiblement peuplée de la partie Sud de la région de Canterbury, située dans l’Île du Sud de la Nouvelle-Zélande.

## Situation
Elle est localisée à l’intérieur par rapport à la ville de Timaru sur le trajet de la route State Highway 8/S H 8 (en) entre les villes de Pleasant Point et celle de Fairlie.

## Économie
Elle est localisée dans un secteur très rural.

## Accès
Le village est connu pour avoir été le terminus de ce qui devint la ligne de chemin de fer de la branche de Fairlie (en) pendant une brève période.
Le 24 août 1883, le chemin de fer fut étendu vers Winscombe à partir de la ville d’Albury et son terminus resta à Winscombe jusqu’à ce qu’à ce que la ligne fut ouverte vers ‘Eversley’,située juste derrière la ville de Fairlie, le 9 janvier 1884.
Le chemin de fer ferma en 1968, mais certaines des anciennes structures peuvent être vues en passant à travers la campagne autour de Winscombe .